# Oreské (Skalica)
Oreské es un municipio del distrito de Skalica en la región de Trnava, Eslovaquia, con una población estimada a final del año 2024 de 387 habitantes.
Se encuentra ubicado al norte de la región, en los pequeños Cárpatos y cerca del río Morava (cuenca hidrográfica del Danubio) y de la frontera con la República Checa.

## Demografía
| Año        | 1994 | 2004    | 2014    | 2024    |
| ---------- | ---- | ------- | ------- | ------- |
| Población  | 334  | 348     | 379     | 387     |
| Diferencia |      | +4,19 % | +8,90 % | +2,11 % |

| Año        | 2023 | 2024    |
| ---------- | ---- | ------- |
| Población  | 393  | 387     |
| Diferencia |      | −1,52 % |